# Perfect Strangers (film 2003)
Perfect Strangers (Perfect Strangers) è un film del 2003 diretto da Gaylene Preston.
In Italia è noto anche con i sottotitoli Perfetti sconosciuti o Un'agghiacciante ossessione.

## Trama
Dopo aver trascorso una serata con le amiche, Melanie incontra in un locale un affascinante sconosciuto, che la porta sul suo yacht per passare la notte insieme. La giovane è ben disposta verso di lui, ma senza accorgersene si addormenta, per poi scoprire, al risveglio, che l'imbarcazione è salpata e che lo sconosciuto la sta portando nella sua isolata dimora.
Melanie è spaventata e vorrebbe tornare indietro, ma lo sconosciuto, con gentilezza, la persuade a fermarsi un giorno presso la sua abitazione. Egli le ripete di amarla profondamente, ma quando lei gli propone eccitata di fare l'amore, questi si sente frainteso nel suo romanticismo e la spinge per terra in un impeto d'ira. Sconcertata da una simile reazione, ella si chiude in camera per la paura, ma così lui si innervosisce ancora di più e la costringe ad uscire affumicando la stanza. Mentre cerca di scappare, Melanie sviene e si risveglia l'indomani accanto a lui che dorme. Dunque prova ancora a fuggire, ma lui se ne accorge e allora Melanie lo accoltella.
Ferito all'addome, lo sconosciuto convince Melanie a medicarlo e lei inizia a provare tenerezza nei suoi confronti...

## Distribuzione
Il film è stato distribuito al cinema in Australia il 9 ottobre 2003, in Nuova Zelanda il 26 febbraio 2004 e in Repubblica Ceca il 1º luglio 2004.
In Italia, Paesi Bassi e Islanda è stato lanciato direttamente per il mercato home video.
È stato poi trasmesso in televisione da Rai Movie.

## Riconoscimenti
- 2004 - Fantasporto
  - Miglior attrice a Rachel Blake
- 2006 - Park City Film Music Festival
  - Miglior colonna sonora ai Plan 9